# Цветков, Виктор Васильевич
Виктор Васильевич Цветков (23 марта 1923 — 9 ноября 2007) — советский юрист и партийный деятель в СССР; член-корреспондент АН УССР.
Работал в аппарате ЦК КПУ; проф. Киевского Университета, в 1958 — 1968 проректор. С 1973 руководитель отдела государственных проблем управления Института государства и права АН УССР. Труда: «Советское гос. право» (1968), «Наука управления и местн. совета» (1970) и др.

## Биография
В. В. Цветков родился 23 марта 1923 года в деревне Каменка Московской области в семье служащих. в 1930 году начал обучение в школе по месту жительства, после переезда родителей в Луганск продолжил обучение в луганской средней школе, которую окончил с отличием в 1940 году.
Тяжелые семейные обстоятельства (отец был репрессирован в 1938 году) заставили его после окончания школы с целью материальной помощи семье начать работать на Луганском паровозостроительном заводе с одновременной учебой в Луганском вечернем машиностроительном институте. С началом Великой Отечественной войны, в июле 1941 года Виктор Васильевич стал на защиту Родины. После успешного окончания танкового училища в марте 1942 года непосредственно принимал активное участие в боевых действиях советских войск на Брянском, Западном, Центральном фронтах. В 19-летнем возрасте был назначен командиром разведывательного взвода, а в 20 лет — командиром отдельной разведывательной роты. Неоднократно, вместе со своими товарищами-разведчиками, пересекал линию фронта и доставлял командованию наших войск ценные разведывательные данные. Трижды был ранен.
После окончания Великой Отечественной войны как один из лучших офицеров капитан В. В. Цветков был направлен для обучения в Академию бронетанковых войск и одновременно поступил на вечернее отделение Московского юридического института. В 1947 году по состоянию здоровья был демобилизован из рядов Советской Армии и продолжил учебу на юридическом факультете Киевского государственного университета им. Т. Г. Шевченко, который окончил в 1950 году. В 1954 году защитил диссертацию на соискание ученой степени кандидата юридических наук.
В 1957 году, в 34-летнем возрасте В. В. Цветков был назначен на должность проректора по учебной работе Киевского государственного университета им. Т. Г. Шевченко, а в 1959 году избран заведующим кафедрой государственного, административного и финансового права КГУ. С этого времени начинается активная творческая педагогическая, научная и организационная деятельность Виктора Васильевича.
Киевский государственный университет в это время был одним из самых научных, культурных и образовательных центров Украины и всего Советского Союза. На 122 кафедрах и научных учреждениях университета работало 1250 преподавателей и ученых. Среди них 16 академиков и членов-корреспондентов Академии наук Украины, 141 профессор, 548 доцентов и кандидатов наук. В 1967 году в университете обучалось 20 400 студентов. В то время ректором университета был Иван Трофимович Швец — доктор технических наук, профессор, академик, выдающийся ученый в области теплофизики, а проректором по иностранным связям — доктор исторических наук, профессор Глеб Николаевич Цветков.